# Kent Vosler
Kent Douglas Vosler (Dayton, 6 de diciembre de 1955) es un deportista estadounidense que compitió en saltos de plataforma. Ganó una medalla de bronce en los Juegos Panamericanos de 1975, en la prueba individual.

## Palmarés internacional
| Juegos Panamericanos | Juegos Panamericanos      | Juegos Panamericanos | Juegos Panamericanos |
| Año                  | Lugar                     | Medalla              | Prueba               |
| -------------------- | ------------------------- | -------------------- | -------------------- |
| 1975                 | Ciudad de México (México) | Medalla de bronce    | Plataforma 10 m      |